# Kondygnacja

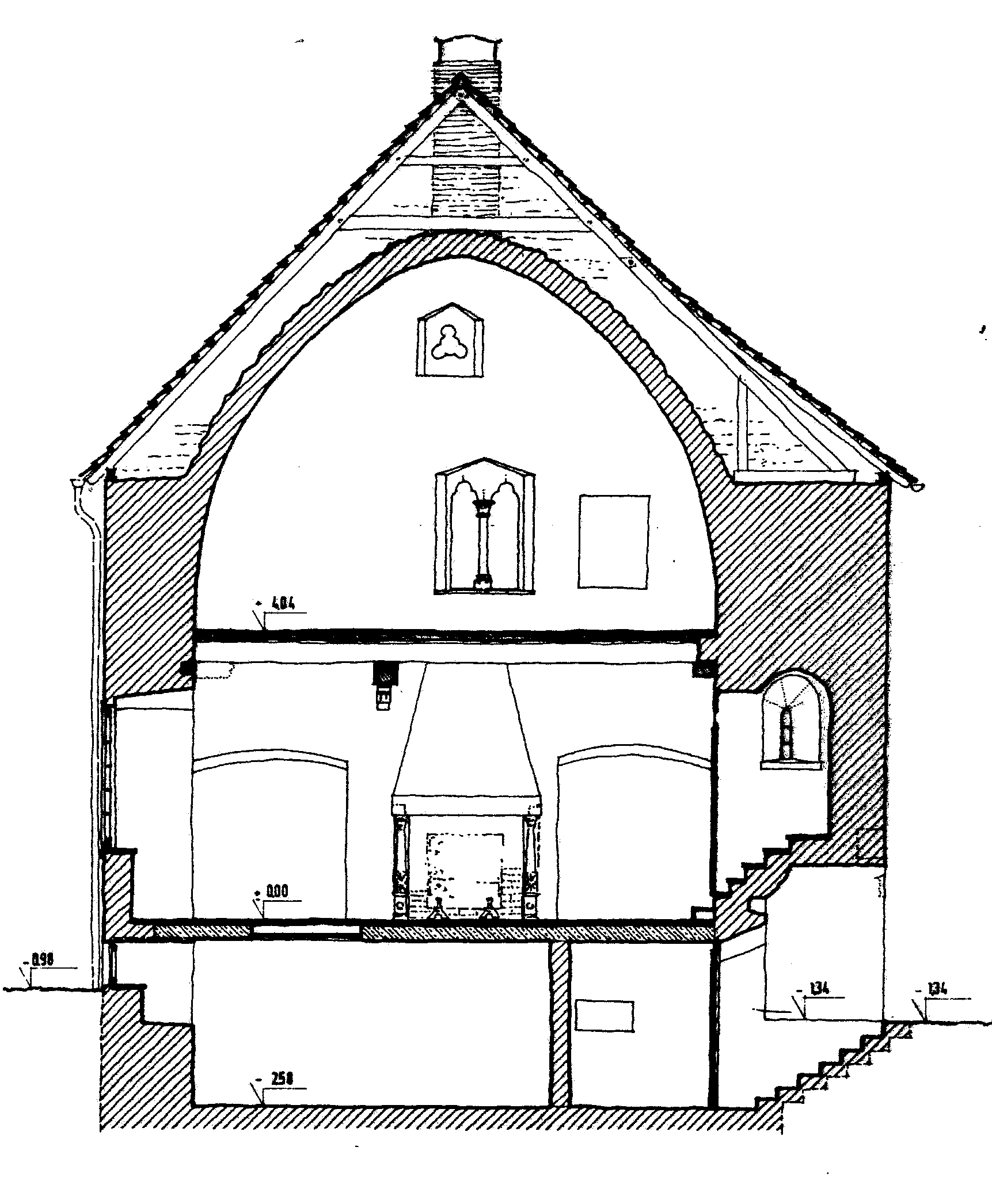
Kondygnacje

Kondygnacja – część budynku zawarta między bezpośrednio nad sobą położonymi stropami.
W zależności od położenia kondygnacji można mówić o parterze, stanowiącym poziom, na którym znajduje się główne wejście, piętrach, czyli poziomach położonych powyżej parteru oraz piwnicy, której powierzchnia podłogi leży niżej, niż powierzchnia otaczającego budynek terenu. Ostatnie piętro położone bezpośrednio pod dachem spadzistym jest określane jako poddasze, ewentualnie mansarda, zaś używana jako np. pomieszczenie mieszkalne lub handlowe płytka piwnica – suterena. W przypadku bardziej skomplikowanych układów przestrzennych (np. split levels) występują półpiętra, znajdujące się pomiędzy głównymi poziomami budynku. Jako półpiętro można określać też mezzanino. W mowie potocznej uznaje się często piętro za synonim kondygnacji.
Wysokość kondygnacji definiuje się poprzez wysokość między poziomem powierzchni podłogi danej kondygnacji a poziomem powierzchni podłogi kondygnacji leżącej powyżej. Różnica pomiędzy poziomem posadzki a wykończonym sufitem to wysokość w świetle. Kondygnacją powtarzalną jest taka, która nie różni się w sensie technicznym od innych kondygnacji w tej samej budowli.

## Numeracja

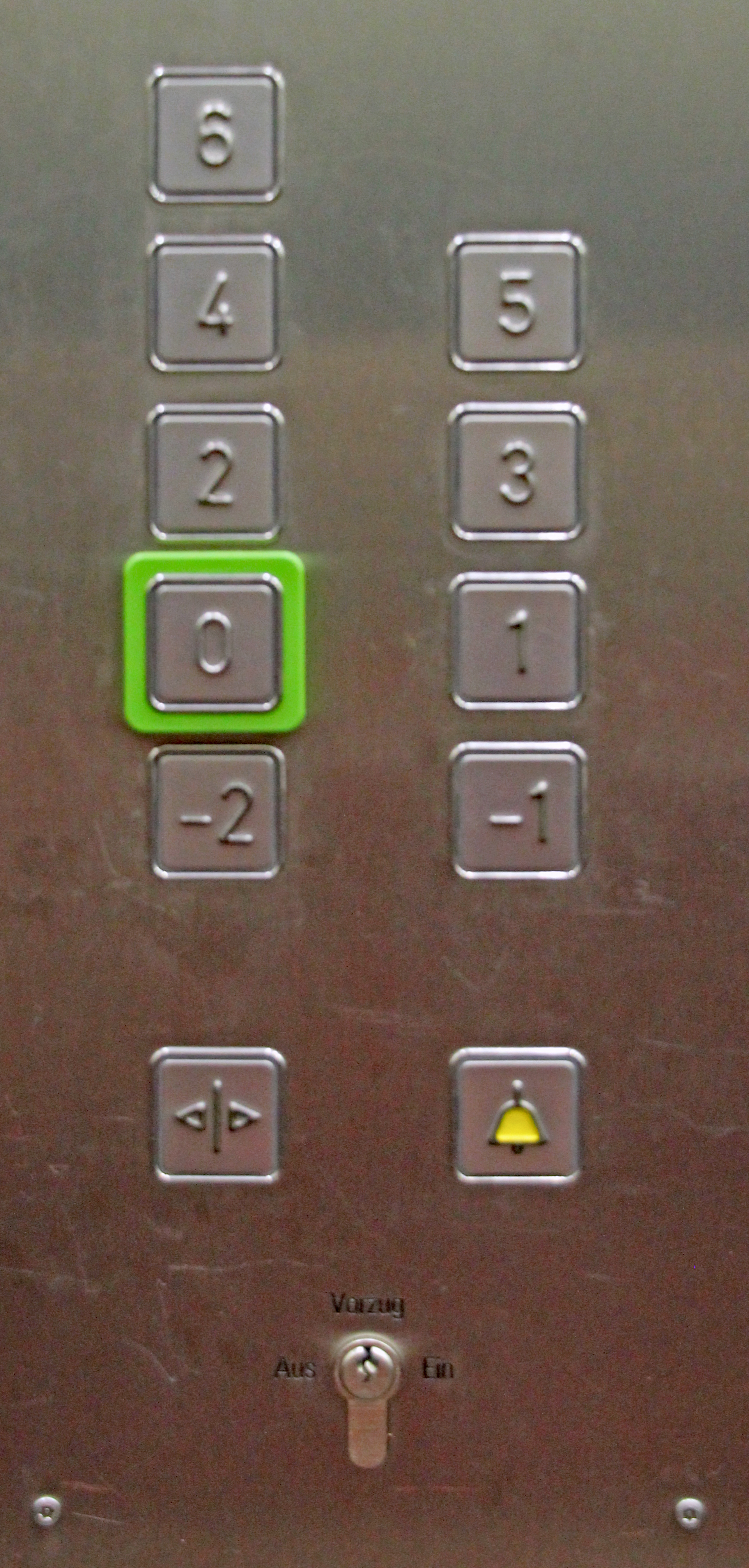
Panel sterowania windy z numeracją pięter stosowaną w Polsce

Kondygnacje nadziemne numeruje się począwszy od jedności, tj. 1, 2, 3 itd., zaś kondygnacje podziemne otrzymują numery −1, −2, −3 itd. 0 w numeracji nie występuje:

Kondygnacje budynku numeruje się rosnąco od poziomu terenu w górę i w dół, przy czym numer kondygnacji poniżej poziomu terenu uzupełnia się znakiem „–” [...]

Tradycyjnie przyjęta praktyczna numeracja kondygnacji (np. na panelu windy) w Polsce i wielu innych krajach europejskich nakazuje jednak numerować piętro położone ponad parterem jako pierwsze. W krajach anglojęzycznych istnieją różniące się normy amerykańska i brytyjska. Wedle amerykańskiego zwyczaju first floor (czyli pierwsze piętro) oznacza parter, zaś wedle brytyjskiego pierwsze piętro. Analogiczne do amerykańskiego nazewnictwo używane jest w krajach byłego ZSRR oraz było stosowane w NRD.

## Kondygnacja w polskich przepisach prawnych
Terminologia związana z kondygnacjami jest zdefiniowana w polskich przepisach prawnych dotyczących budownictwa. Rozporządzenie Ministra Infrastruktury z dnia 12 kwietnia 2002 w sprawie warunków technicznych, jakim powinny odpowiadać budynki i ich usytuowanie (Dz.U. z 2022 r. poz. 1225) zawiera następujące definicje:

§ 3. Ilekroć w rozporządzeniu jest mowa o:
[...]

16) kondygnacji - należy przez to rozumieć poziomą część budynku, zawartą pomiędzy powierzchnią posadzki na stropie lub najwyżej położonej warstwy podłogowej na gruncie a powierzchnią posadzki na stropie lub warstwy osłaniającej izolację cieplną stropu, znajdującego się nad tą częścią budynku, przy czym za kondygnację uważa się także poddasze z pomieszczeniami przeznaczonymi na pobyt ludzi oraz poziomą część budynku stanowiącą przestrzeń na urządzenia techniczne, mającą średnią wysokość w świetle większą niż 2 m; za kondygnację nie uznaje się nadbudówek ponad dachem, takich jak maszynownia dźwigu, centrala wentylacyjna, centrala klimatyzacyjna, obudowa wyjścia z klatki schodowej, kotłownia lub inne pomieszczenia techniczne;

17) kondygnacji podziemnej - należy przez to rozumieć kondygnację zagłębioną poniżej poziomu przylegającego do niej terenu co najmniej w połowie jej wysokości w świetle, a także każdą usytuowaną pod nią kondygnację;

18) kondygnacji nadziemnej – należy przez to rozumieć każdą kondygnację niebędącą kondygnacją podziemną;